# Linn Svahn
Linn Svahn (9 december 1999) is een Zweedse langlaufster.

## Carrière
Bij haar wereldbekerdebuut, in maart 2019 in Falun, scoorde Svahn direct wereldbekerpunten. Op 14 december 2019 boekte de Zweedse in Davos, in haar tweede wereldbekerwedstrijd, haar eerste wereldbekerzege. Op de wereldkampioenschappen langlaufen 2021 in Oberstdorf eindigde ze als elfde op de sprint.

## Resultaten

### Wereldkampioenschappen
| Jaar | Plaats     | Resultaten                   |
| ---- | ---------- | ---------------------------- |
| 2021 | Oberstdorf | 11e Sprint (klassieke stijl) |

### Wereldbeker
| Legenda | Legenda            |
| ------- | ------------------ |
| TdS     | Tour de Ski        |
| NO      | Nordic Opening     |
| LT      | Lillehammer Triple |
| RT      | Ruka Triple        |
| WBF     | Wereldbekerfinale  |
| STC     | Ski Tour Canada    |
| ST      | Ski Tour           |

Eindklasseringen
| Seizoen   | Algm | DI  | SP    | TdS |
| --------- | ---- | --- | ----- | --- |
| 2018/2019 | 99e  | –   | 65e   | –   |
| 2019/2020 | 16e  | 39e | Goud  | –   |
| 2020/2021 | 7e   | 14e | Brons | 14e |

Wereldbekerzeges
| Nr. | Datum            | Plaats        | Onderdeel                              |
| --- | ---------------- | ------------- | -------------------------------------- |
| 1.  | 14 december 2019 | Davos         | Sprint (vrije stijl)                   |
| 2.  | 11 januari 2020  | Dresden       | Sprint (vrije stijl)                   |
| 3.  | 8 februari 2020  | Falun         | Sprint (klassieke stijl)               |
| 4.  | 27 november 2020 | Kuusamo       | Sprint (klassieke stijl)               |
| 5.  | 1 januari 2021   | Val Müstair   | Sprint (vrije stijl) TdS               |
| 6.  | 2 januari 2021   | Val Müstair   | 10 km klassieke stijl (massastart) TdS |
| 7.  | 9 januari 2021   | Val di Fiemme | Sprint (klassieke stijl) TdS           |
| 8.  | 30 januari 2021  | Falun         | 15 km klassieke stijl (massastart)     |
| 9.  | 31 januari 2021  | Falun         | Sprint (klassieke stijl)               |